# 錦三丁目

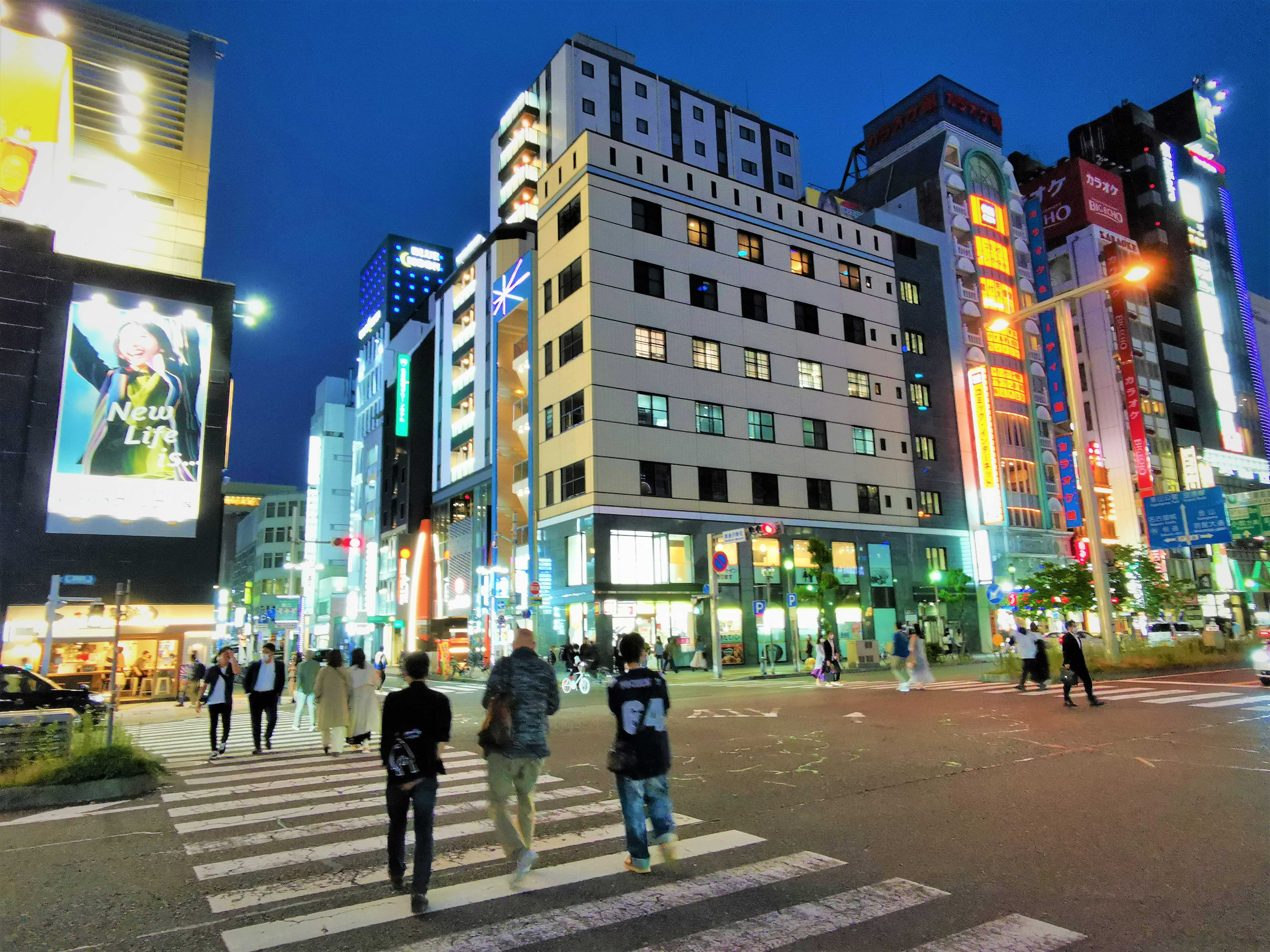
錦通伊勢町交差点（2021年5月8日撮影）

錦三丁目（にしきさんちょうめ）は、愛知県名古屋市中区にある町丁。クラブ・ラウンジ・料亭などの高級料飲店を中心とした中部地方最大の歓楽街である。名古屋最大の繁華街・ビジネス街の栄エリアに隣接する。通称・錦三（きんさん）。市民の間では、単に「錦」（にしき）と呼ばれることが多い。

## 概要
錦三丁目は住居表示実施により成立した町丁である。東西を久屋大通と本町通に囲まれ、南北を広小路通（愛知県道60号名古屋長久手線）と桜通（国道19号）に囲まれる。地域内を走る大津通と袋町通の交点が錦三丁目交差点座標: 北緯35度10分18秒 東経136度54分23.7秒 / 北緯35.17167度 東経136.906583度である。
この地域は江戸時代初期の清須越しにより形成された町人町の中心地域であり、住居表示実施前の旧町名には清須から移された町名が見られる。
錦三丁目のうち錦通・広小路通に近い南部地域は住居表示実施前の旧栄町の町域を含む地域であり、広義の栄地区の一角を構成する。2010年（平成22年）からは毎年8月に地元商店街組合などが後援する「錦三夏まつり」が開催されている。桜通に近い北部地域になるにつれて歓楽街としての色合いは薄まり、北側に隣接する丸の内のようなビジネス街としての側面が強くなる。なお、歓楽街としての錦三は、概ね錦通沿い（主に錦通の北側）である。

## 歴史
錦三丁目は1966年（昭和41年）3月に中区朝日町・神楽町・蒲焼町・宝町・鶴重町・東袋町・東本重町・宮町の8町の全域と中区富沢町・針屋町・伊勢町・大津町・呉服町・栄町・桜町・七間町・小市場町・関鍛冶町・東桜町・御幸本町通・東区久屋町の13町の一部地域より成立した町丁である。その後1976年1月には中区栄町の一部が錦三丁目に編入されている。
また、錦三丁目を形成した旧町名には清須越しの際に移転してきた町名があり、2020年10月現在では大津通・伊勢町通・呉服町通・袋町通などの通りの名としてこの地域に残されている。
この地域が本格的に発展することとなったのは江戸時代初期の清須越しによる名古屋開府以降となるが、それ以前にも旧蒲焼町付近（2020年10月現在の錦通近辺）には飛騨屋町、ぞめき町といわれた遊里があったとする説もある。明治期以降も当地域は名古屋を代表する繁華街として発展してきたが、太平洋戦争により地域の大部分が焼失することとなった。戦後は名古屋市の復興計画に基づき区画整理や地下鉄東山線および錦通の整備が行われるなかで再び発展し、住居表示実施により錦三丁目となって現在に至っている。
2010年より実行委員会主催、商店街組合等後援で行われている「錦三夏まつり」ではミス錦三コンテスト「鶴姫を探せ!!」が行われている。これは将軍徳川綱吉の長女鶴姫に関して、錦三丁目を形成した旧町の1つ鶴重町が「（姫と同じ）鶴の字を町名に使うのは恐れ多い」とのことで1688年（元禄元年）に本重町に改名したことにちなんでいる。鶴重町へと町名が復したのは150年近くが経過した1834年（天保5年）であった。
2011年、愛知県は県暴力団排除条例を施行。錦三丁目を暴力団排除特別強化地域に指定し、みかじめ料のやり取りに罰則を科すこととした。

## 公立小中学校の学区
錦三丁目全域が名古屋市立名城小学校区である。
名城小学校と名古屋市立御園小学校（錦一丁目・二丁目・丸の内一丁目を学区とする）の公立中学校進学先は、名古屋市立丸の内中学校となる。名古屋市においては公立学校選択制が導入されていないことから、学区の移転を伴う住居移転がない場合、卒業した小学校に対応して進学する公立中学校が決まる。
※記述にあたっては、『名古屋の町（大字）・丁目別人口（平成22年国勢調査）』行政区別統計表を参照した。

## 本社を置く企業

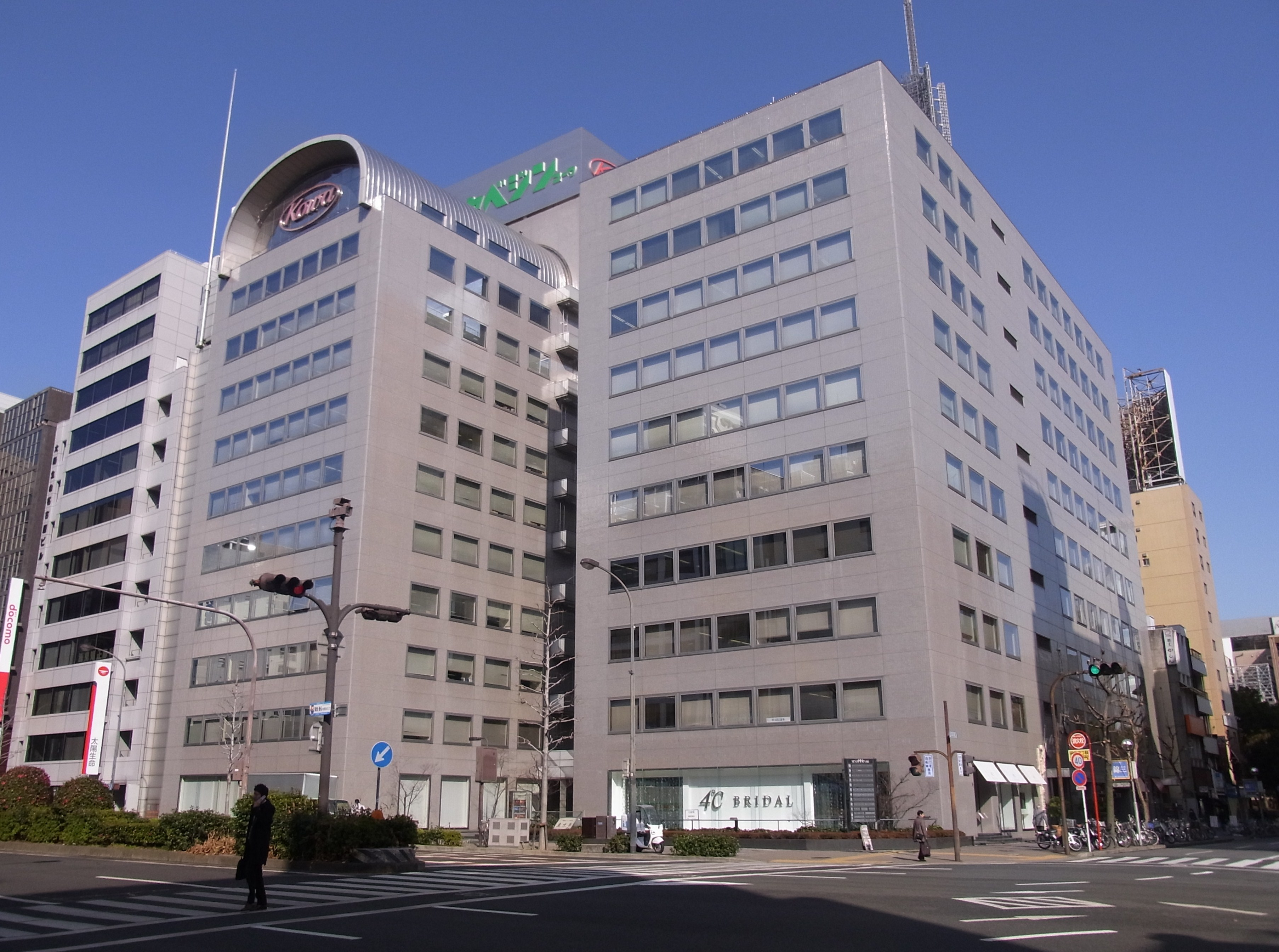
興和紡本社ビル・サウスハウス

- 興和グループ（興和、興和紡、興和創薬）
- カゴメ
- ダイナパック
- 安藤証券
- 愛知信用金庫
- キムラユニティー
- アイサンテクノロジー
- 徳倉建設
- ワシントンホテル
- エムジーホーム
- ワンダープラネット

## 主な施設
- 名古屋テレビ塔
- サンシャイン栄

2005年（平成17年）開業。
- 栄ナナイロ（ドン・キホーテ名古屋栄店（2014年11月1日にオープン））
- au NAGOYA
- 名古屋国際ホテル
- 三菱UFJ銀行名古屋営業部・名古屋中央支店（旧東海銀行本店）
- 名古屋銀行本店
- 商工中金名古屋支店
- 名古屋ブルーノート

2020年8月15日をもって閉業。
- 朝日神社

住居表示以前は針屋町。江戸時代の記録には、朝日神社（金鱗九十塵）のほか、朝日神明（尾張徇行記）、神明宮、神明社（張州府志）などの名称がある。『張州府志』は、清洲本町より清洲越しに伴い、笹屋町に遷ったとするが、『尾張徇行記』は、春日井郡朝日村にあったものが、清洲越しにより遷座されたとしている。これについて『名古屋の史跡と文化財』は、本町にあった神社と朝日にあった神社を混同したものとしている。
- 円輪寺
- 名古屋市教育館

1962年（昭和37年）8月竣工。地上6階地下1階建。名古屋市立学校の教職員研修に関する施設。2019年（令和元年）7月に老朽化のため、東区泉一丁目に新築移転し、閉鎖。
- ザ・ランドマーク名古屋栄
- CTV錦ビル 中京テレビ放送が現業部門の拠点を昭和区高峯町に置いていた時代、営業部門の拠点を錦三丁目に構えており「栄本部」と称していた。2016年に中村区平池町（ささしまライブ24）の新社屋へ移転・統合に伴い中京テレビは撤退したが、ビル自体は関連会社が引き続き保有しテナントビルとして運用されている。

- 名古屋テレビ塔
- サンシャイン栄
- 栄ナナイロ
- 錦通伊勢町交差点

## 交通
太平洋戦争後の名古屋市の復興計画により当地域には区画整理が行われ、地域南部には名古屋市営地下鉄東山線が建設されその地上部は錦通となった。
錦三丁目地域は碁盤目状に道路は整備されているが、名古屋市の都心部であり交通量が多いため渋滞も頻繁に発生している。また幹線道路以外の道路は一方通行となっていることが多い。

### 鉄道駅
錦三丁目の北側地域は地下鉄名城線・桜通線の久屋大通駅が、南側地域は東山線・名城線栄駅がおおむね最寄り駅となる。また錦三丁目の東側地域では名鉄瀬戸線栄町駅、西側地域では桜通線・鶴舞線丸の内駅、東山線・鶴舞線伏見駅などの駅も徒歩圏の駅となる。